# IC 2197/2
IC 2197/2 је галаксија у сазвијежђу Близанци која се налази на листи објеката дубоког неба у Индекс каталогу.
Деклинација објекта је + 31° 20' 18" а ректасцензија 7h 34m 19,5s. Привидна величина (магнитуда) објекта IC 2197 износи 16,0 а фотографска магнитуда 17,0.